# Haworth, Inc.
Haworth, Inc. ist ein US-amerikanischer Möbelhersteller mit Sitz in Holland (Michigan).

## Geschichte
Das heute in der dritten Generation geführte Familienunternehmen begann 1948 mit der Herstellung von Schul- und Büromöbeln. Ende der 1980er-Jahre entschied die Besitzerfamilie sich für die internationale Expansion. In der Folge wurden in zahlreichen Ländern Gesellschaften übernommen. Haworth beschäftigte 2013 weltweit etwa 6.000, Ende 2019 etwa 7.500 Mitarbeiter und verfügt über eine Vertriebsstruktur in 120 Ländern. Die Firma verfügt über eigene Fabriken auf drei Kontinenten. In Europa produziert die Firma in Deutschland, Frankreich, Italien, Portugal, Spanien und der Schweiz.
Im Jahr 2014 wurden die Firmen Poltrona Frau mit Cassina und Cappellini erworben.

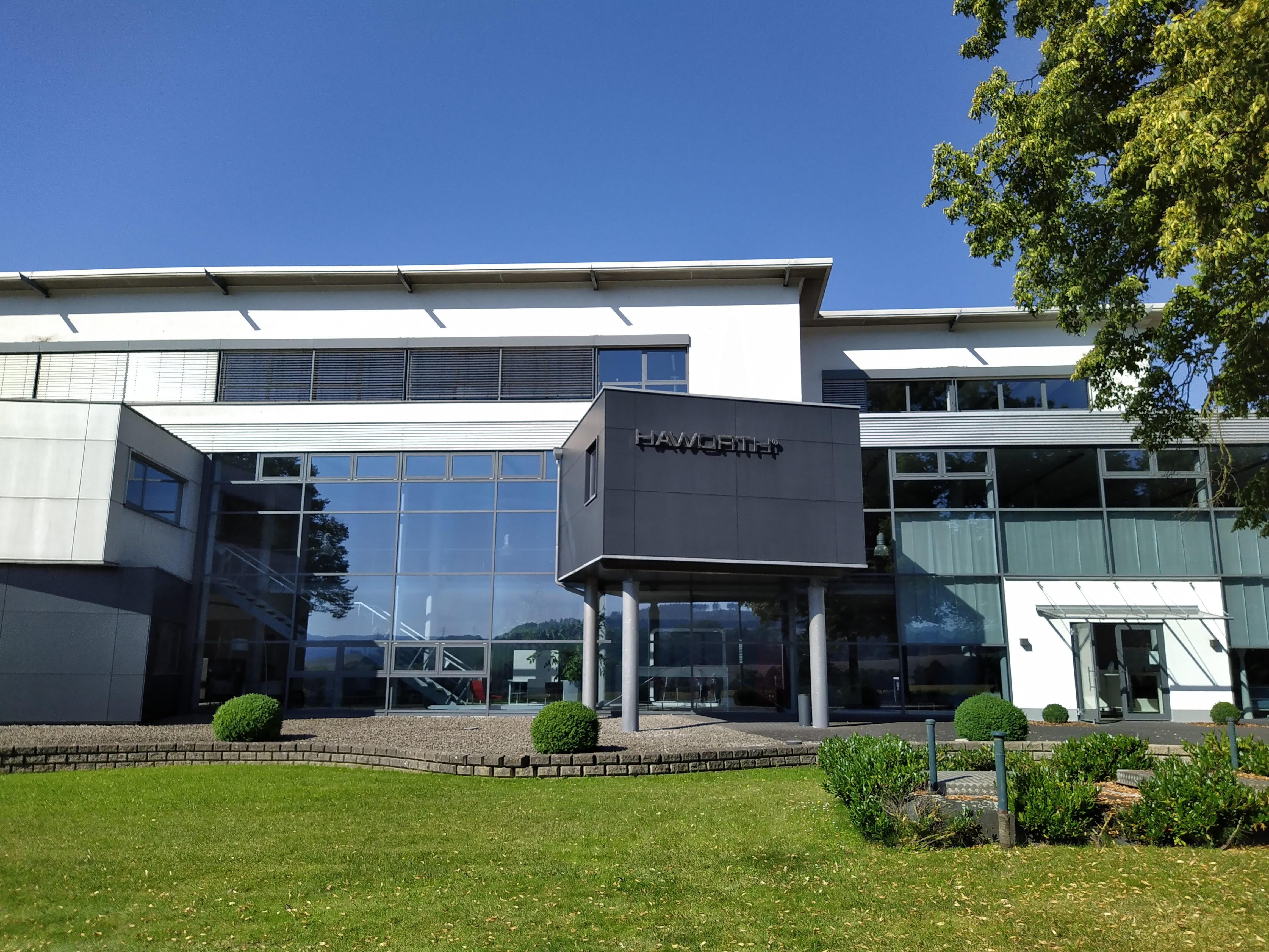
Eingang des Werks in Bad Münder am Deister in Niedersachsen

Im September 2013 wurde bekannt, dass der deutsche Produktionsstandort Ahlen zum Ende 2014 geschlossen werden soll und der Standort Bad Münder restrukturiert werden soll. Der Standort Bad Münder wurde 2014 mit mehr als sechs Millionen Euro weiterentwickelt.

## Sortiment
Das Sortiment von Haworth umfasst Büromöbel aller Art.